# Helena Westermarck

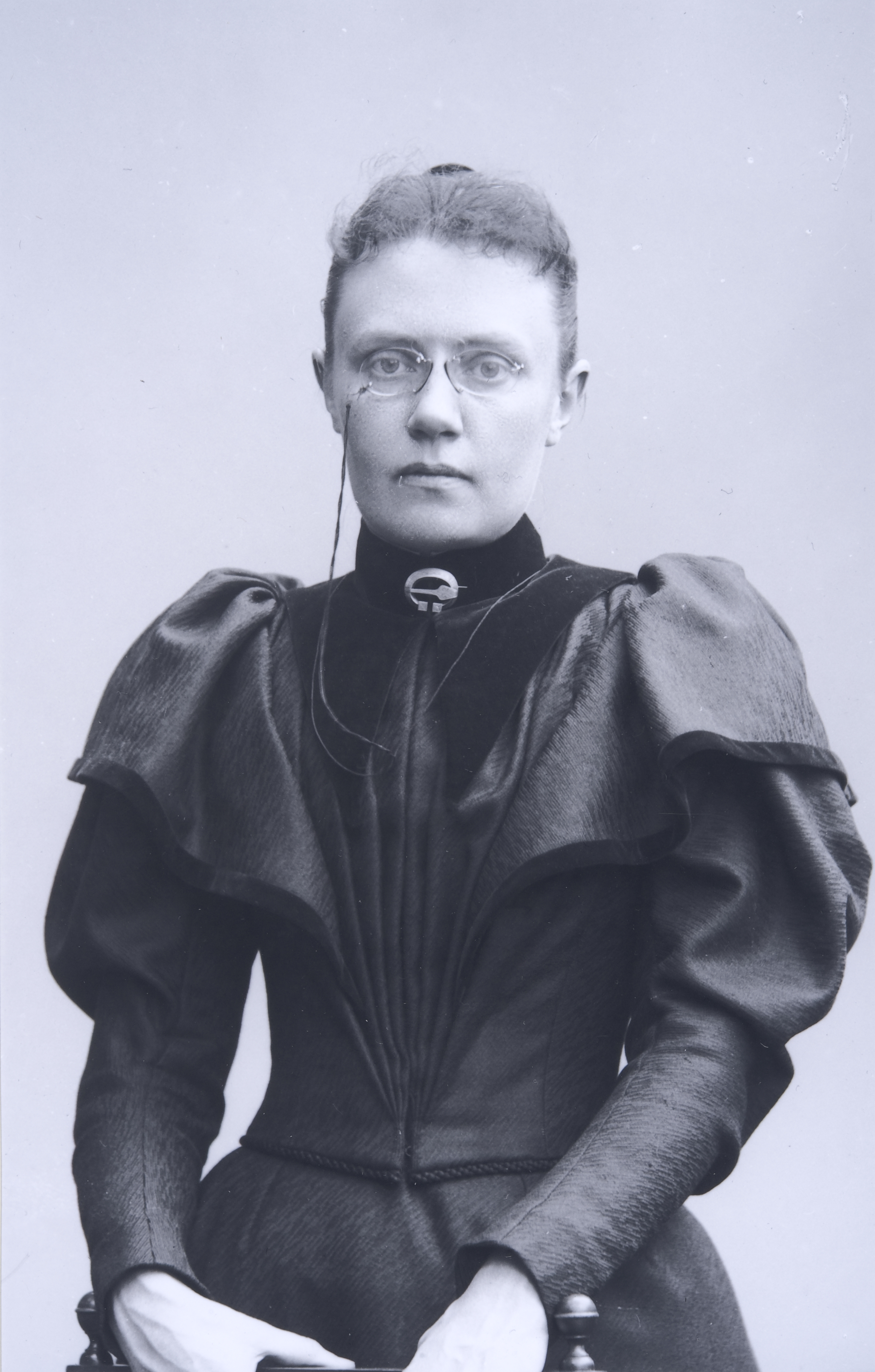
Helena Westermarck (1894)

Helena Charlotta Westermarck (* 20. November 1857 in Helsinki; † 5. April 1938 ebenda) war eine finnlandschwedische Malerin und Autorin. Sie ist bekannt für ihre beispielhaften Biographien von Künstlerinnen.

## Herkunft und Ausbildung
Westermarck wurde 1857 in Helsinki – in Westermarcks schwedischer Muttersprache Helsingfors – geboren, das damals im Großfürstentum Finnland dem russischen Zarenreich angehörte. Sie studierte Malerei an der damaligen Finnischen Akademie der Schönen Künste (Finlands konstakademi, heute ein Teil der Universität der Künste Helsinki) und an der Privatakademie von Adolf von Becker.

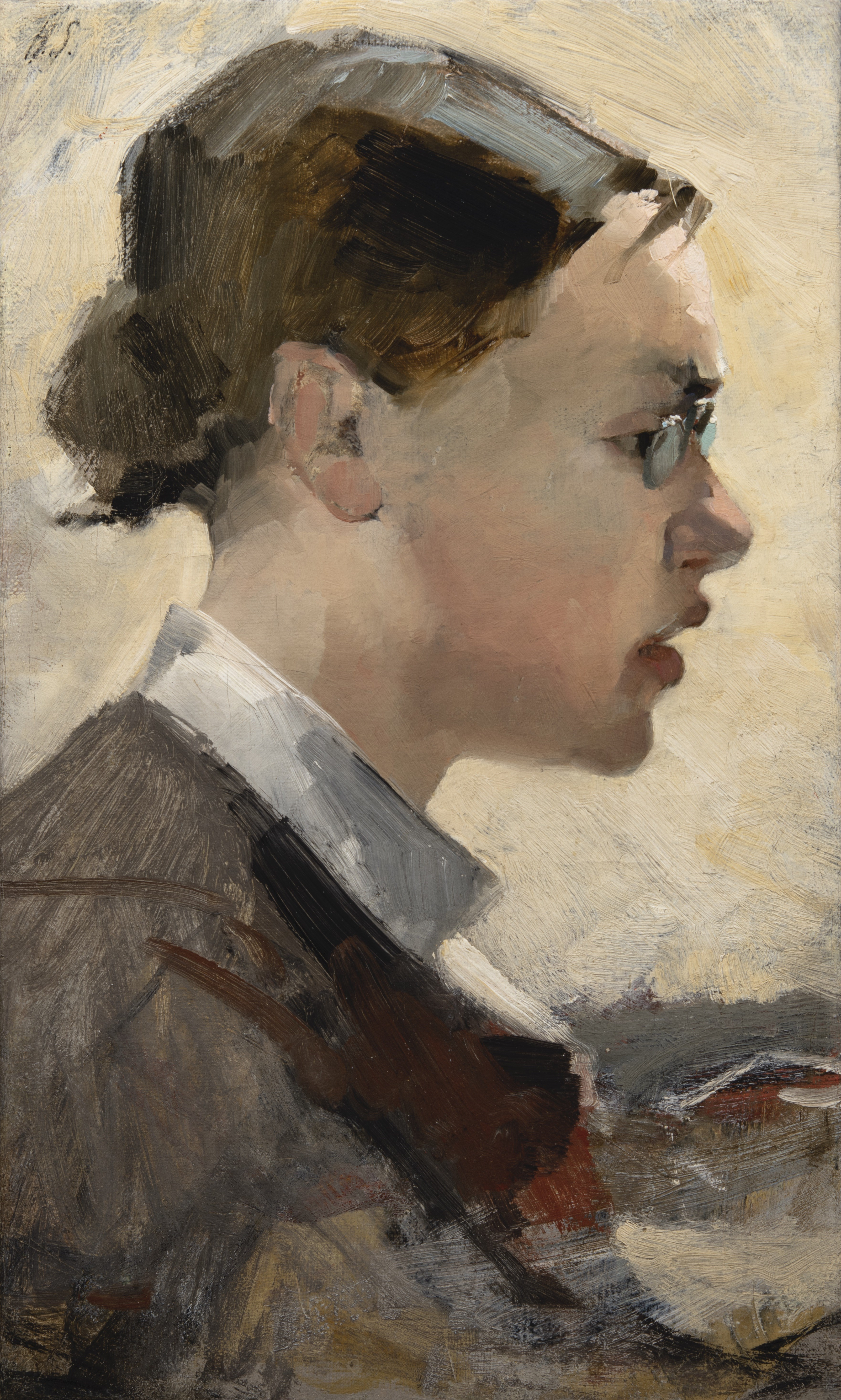
Porträt Westermarcks von Helene Schjerfbeck (1884)

Während ihres Studiums lernte sie Helene Schjerfbeck kennen, mit der sie zeitlebens eine enge Freundschaft verband. Westermarck und Schjerfbeck waren Mitglieder einer Gruppe von finnlandschwedischen Künstlerinnen, die sich „Malerschwestern“ (schwedisch målarsystrar) nannten. Zur Gruppe gehörten auch Maria Wiik und Elin Danielson-Gambogi.

## Karriere
Westermarck arbeitete längere Phasen in Frankreich, oft gemeinsam mit Schjerfbeck. Sie entwickelte einen sensiblen realistischen Stil und fertigte vor allem Porträts und Gruppenkompositionen. Auf der Weltausstellung in Paris 1889 erhielt sie eine Ehrenurkunde für ihr Gemälde Strykerskor.
Nachdem sie 1884 an Tuberkulose erkrankt war, gab sie die Malerei auf und begann, Romane zu schreiben. Mit ihren Biographien vor allem von Künstlerinnen leistete Westermarck hiermit auch wertvolle kunsthistorische Beiträge; hilfreich war die Unterstützung durch ihren Bruder, den Soziologen Edvard Westermarck, der lange in der British Library tätig war. Ihre Künstlerinnen-Biographien beschrieben damals wenig bekannte Malerinnen, deren Bedeutung in den 1980er Jahren erkannt wurde, darunter Mathilda Rotkirch (1926), Elisabeth Blomqvist (1916–17), Adelaide Ehrnrooth (1928) und Rosina Heikel (1930).
Westermarcks Lebenserinnerungen wurden 1941 veröffentlicht.

## Sonstige Tätigkeiten
Westermarck engagierte sich bei der Bewegung Kvinnokagalen, die sich dem Einfluss Russlands während der Periode der sogenannten Russifizierung in Finnland entgegenstellte.

## Auszeichnung
- 1883 Dukatenpreis des Finnischen Kunstvereins, der seit 1858 an einen Künstler unter 35 Jahren vergeben wird

## Veröffentlichungen
- Ur studieboken I–II: Berättelser och utkast, 1890–91
- Framåt. Berättelse, 1894
- George Eliot och den engelska naturalistiska romanen. En litterär studie, 1894
- Nyländska folksagor berättade för ungdom af Helena Westermarck, 1897
- Lifvets seger, 1898
- Tecken och minnesskrift från adertonhundratalet I–III, 1900–1911:
  - I I fru Ulrikas hem. Interiör från farmödrarnas tid, 1900
  - II Ljud i natten. Berättelse, 1903
  - III Vandrare. Roman, 1911
- Fredrika Runeberg. En litterär studie, 1904
- Dolda makter. Bilder och hägringar, 1905
- Bönhörelse. En historia, 1909
- Kvinnospår. Kulturbilder från 1800-talets förra del, 1913
- Elisabeth Blomqvist. Hennes Liv och gärning I–II, 1916–17
- Vägvisare. Berättelse, 1922
- Mathilda Rotkirch, Finlands första målarinna. En kulturbild, 1926
- Adelaïde Ehrnrooth. Kvinnospår i finländskt kulturliv, 1928
- Finlands första kvinnliga läkare Rosina Heikel, 1930
- Tre konstnärinnor. Fanny Churberg, Maria Wiik och Sigrid af Forselles, 1937
- Mina levnadsminnen, 1941

## Galerie

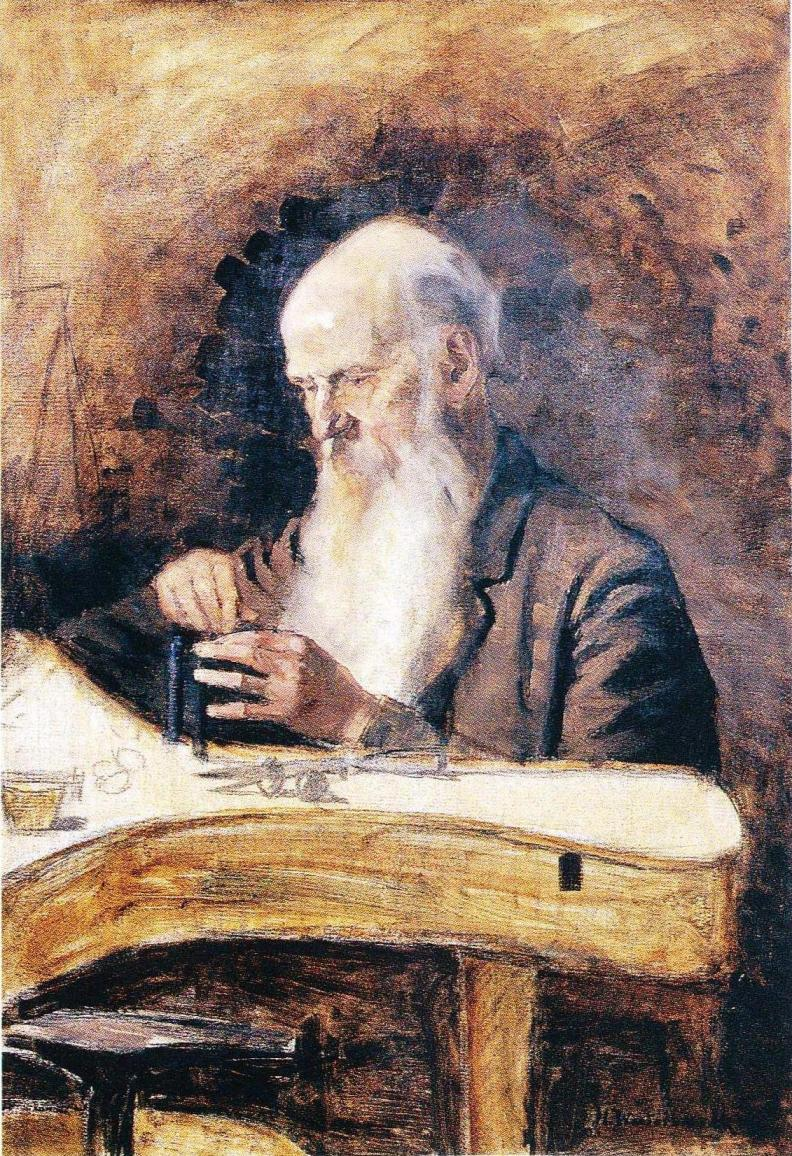
Porträt des Uhrmachers Anders Wilhelm Felixzon
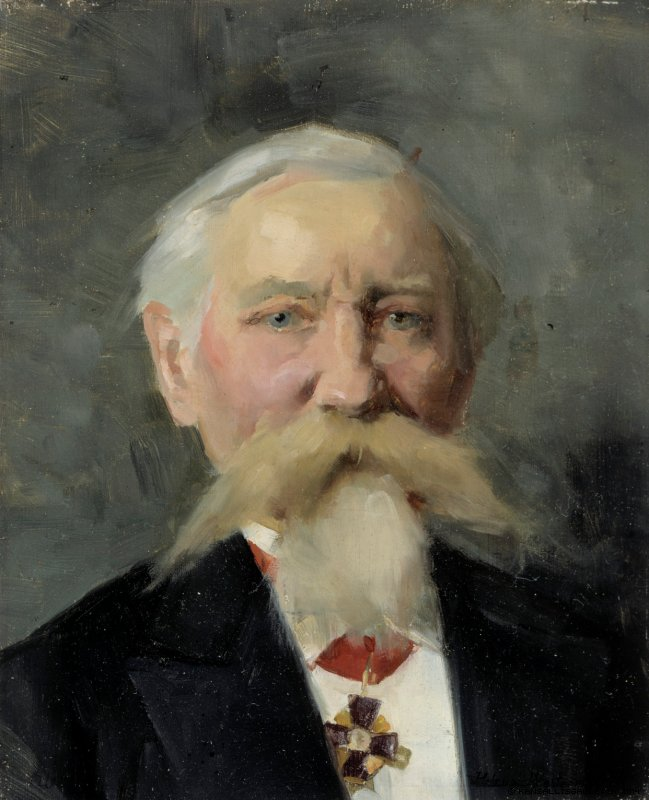
General Albert Westermarck um 1880
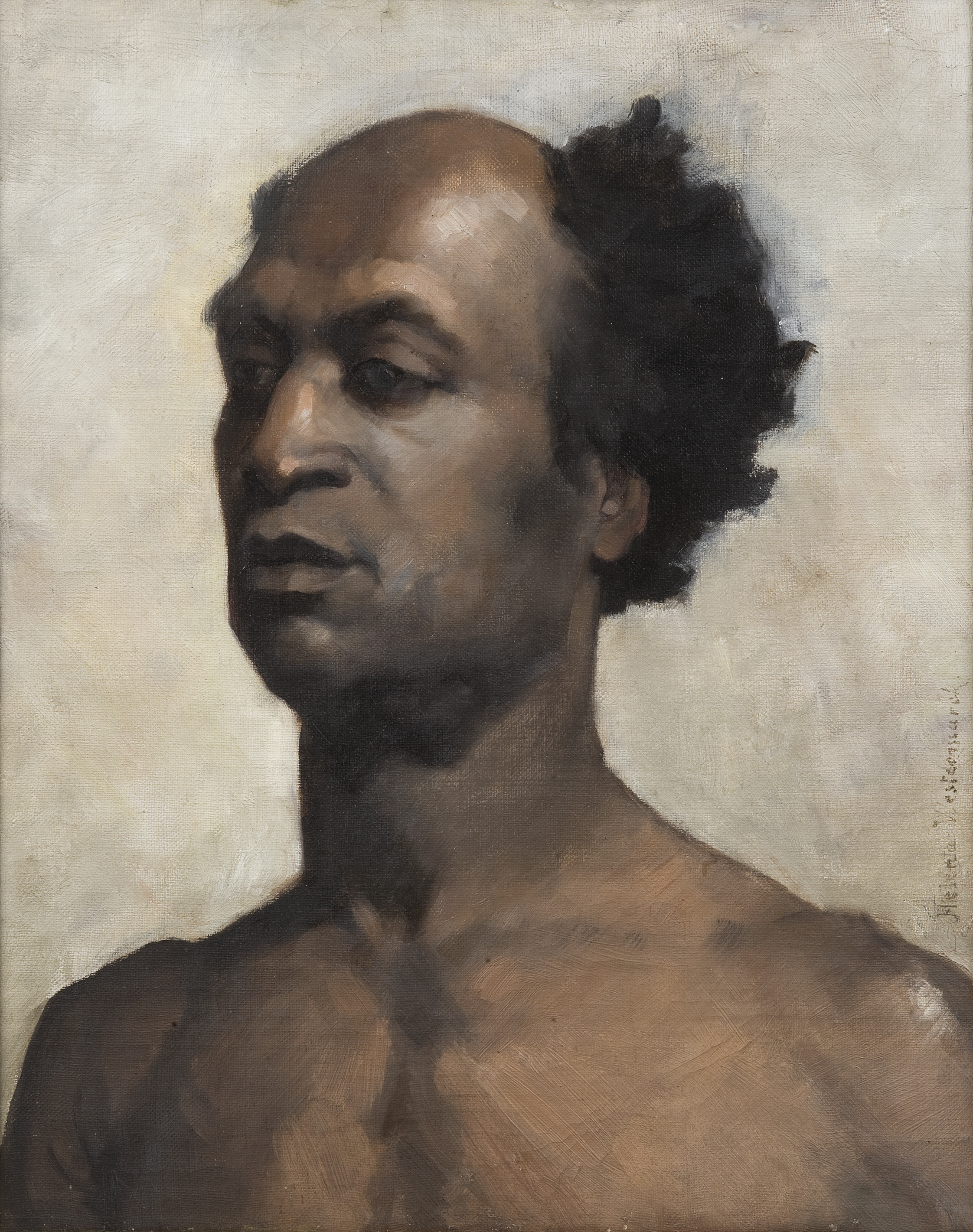
Abessinier, 1880
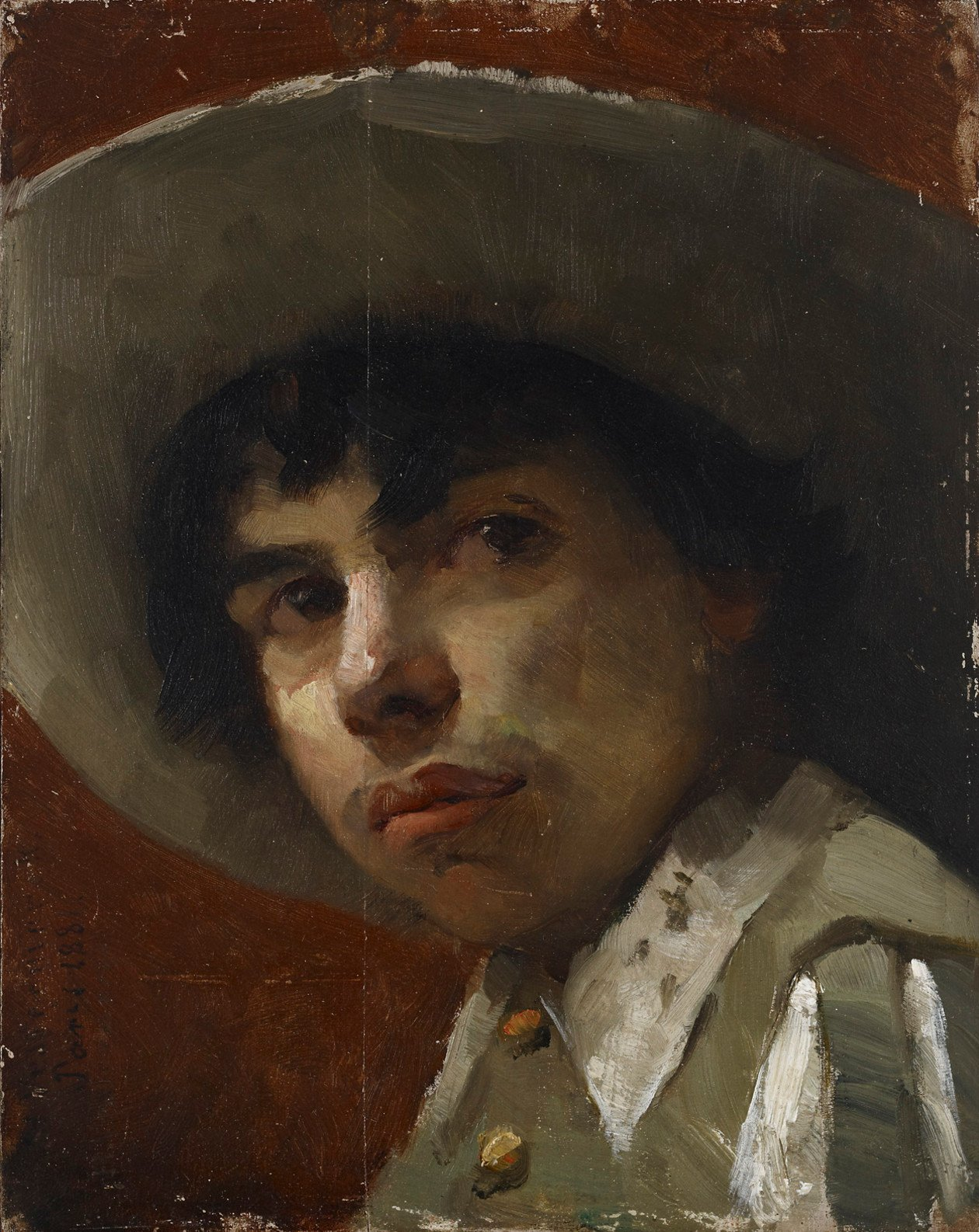
Colarossis Son, 1881
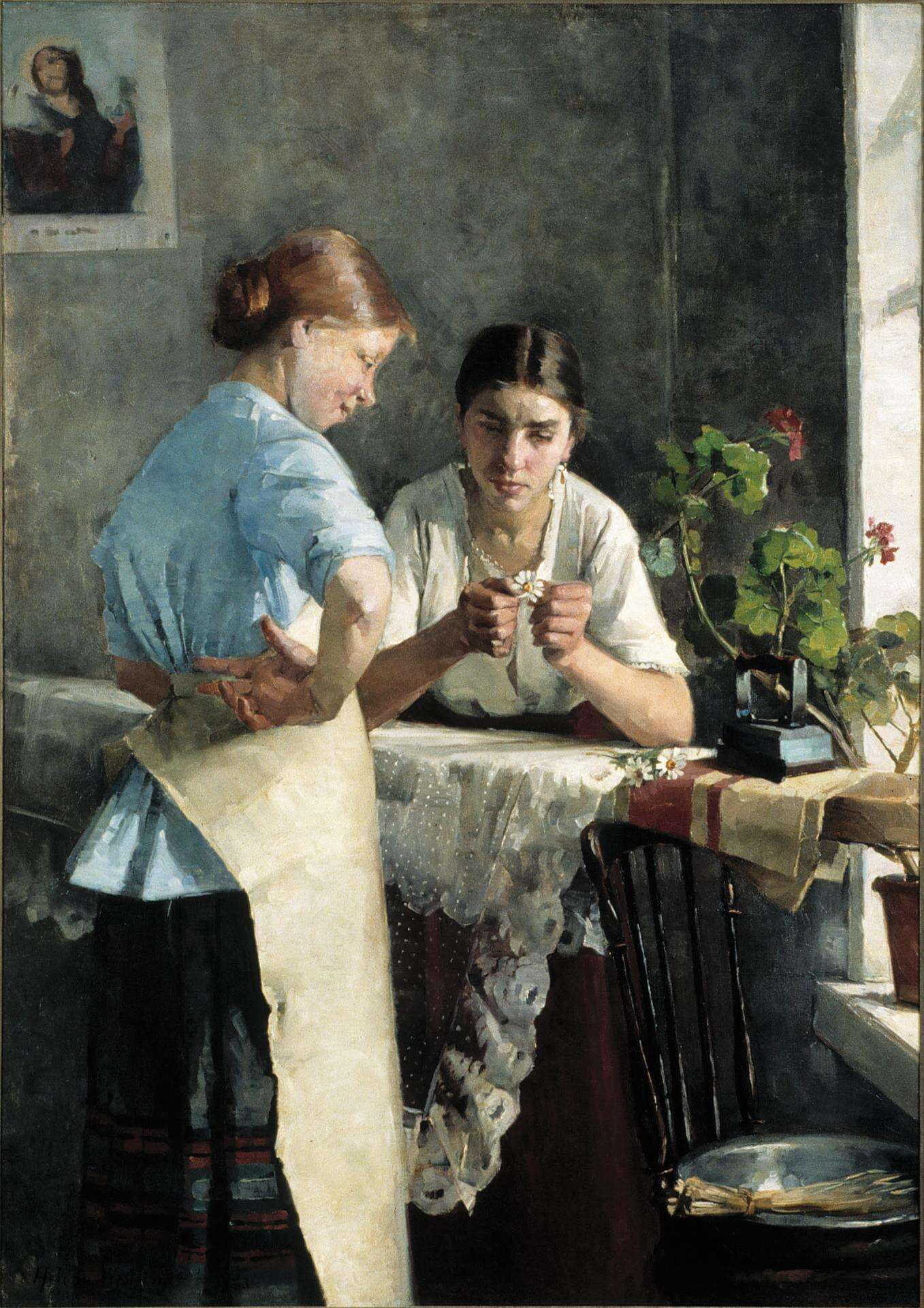
Bügeleisen: eine wichtige Frage, 1883
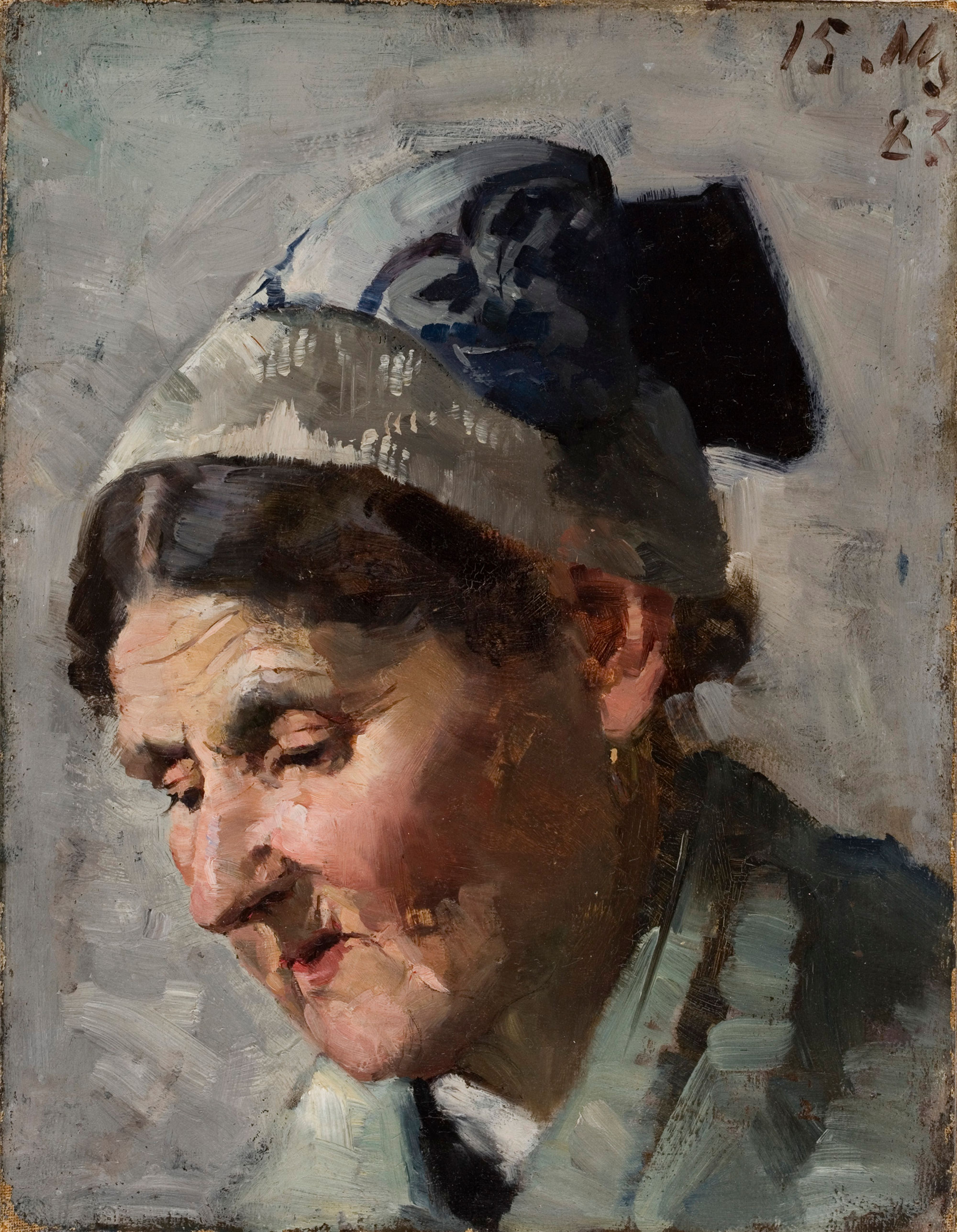
Alte Frau, 1883
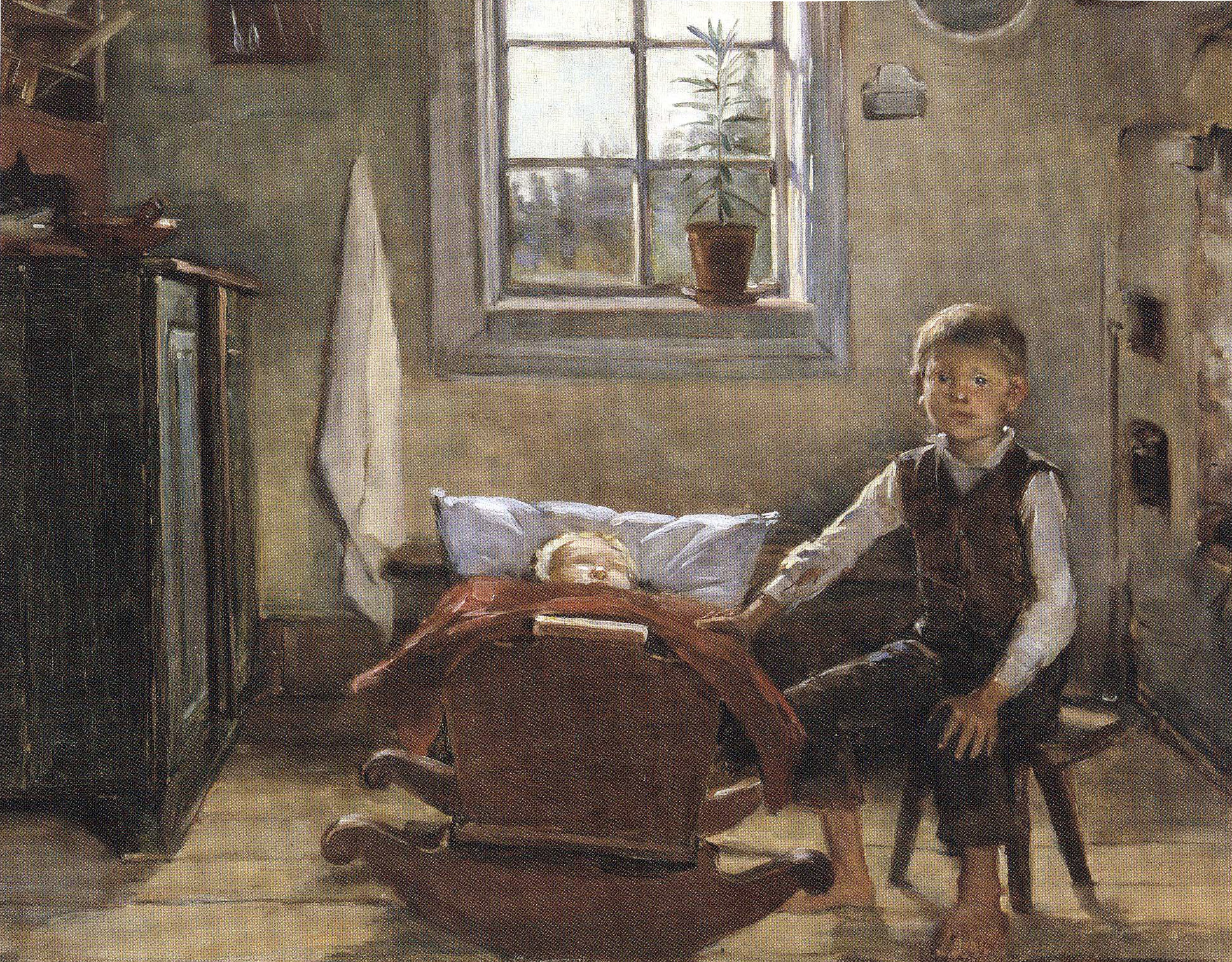
Kinder in einer Hütte, 1892